# ヴォルガ・バルト水路

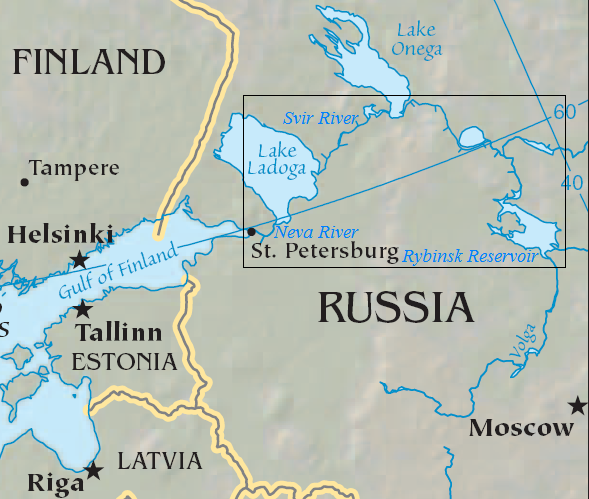
ヴォルガ・バルト水路の地図

ヴォルガ・バルト水路（ヴォルガ・バルトすいろ）は、かつてはマリインスク運河（ロシア語: Мариинская водная система）としても知られ、ヴォルガ川とバルト海を結ぶロシアの一連の運河と川である。チェレポヴェツからオネガ湖までの全長は368 kmである。
もともと19世紀初期に建設され、1960年代に大型の船を通せるように改修されて、ヨーロッパロシアにおける統合された内陸水路網の一部となった。

## 歴史
ピョートル1世がスウェーデンからフィンランド湾を獲得した後、ロシアの奥地と結ぶ確実な河川交通手段を準備することが必要になった。最初期の、1709年に完成したヴイシニー・ヴォロチョークの運河網は、この河川交通手段となることを意図していた。これに続いてラドガ運河 (Ladoga Canal) の大掛かりなプロジェクトが行われた。

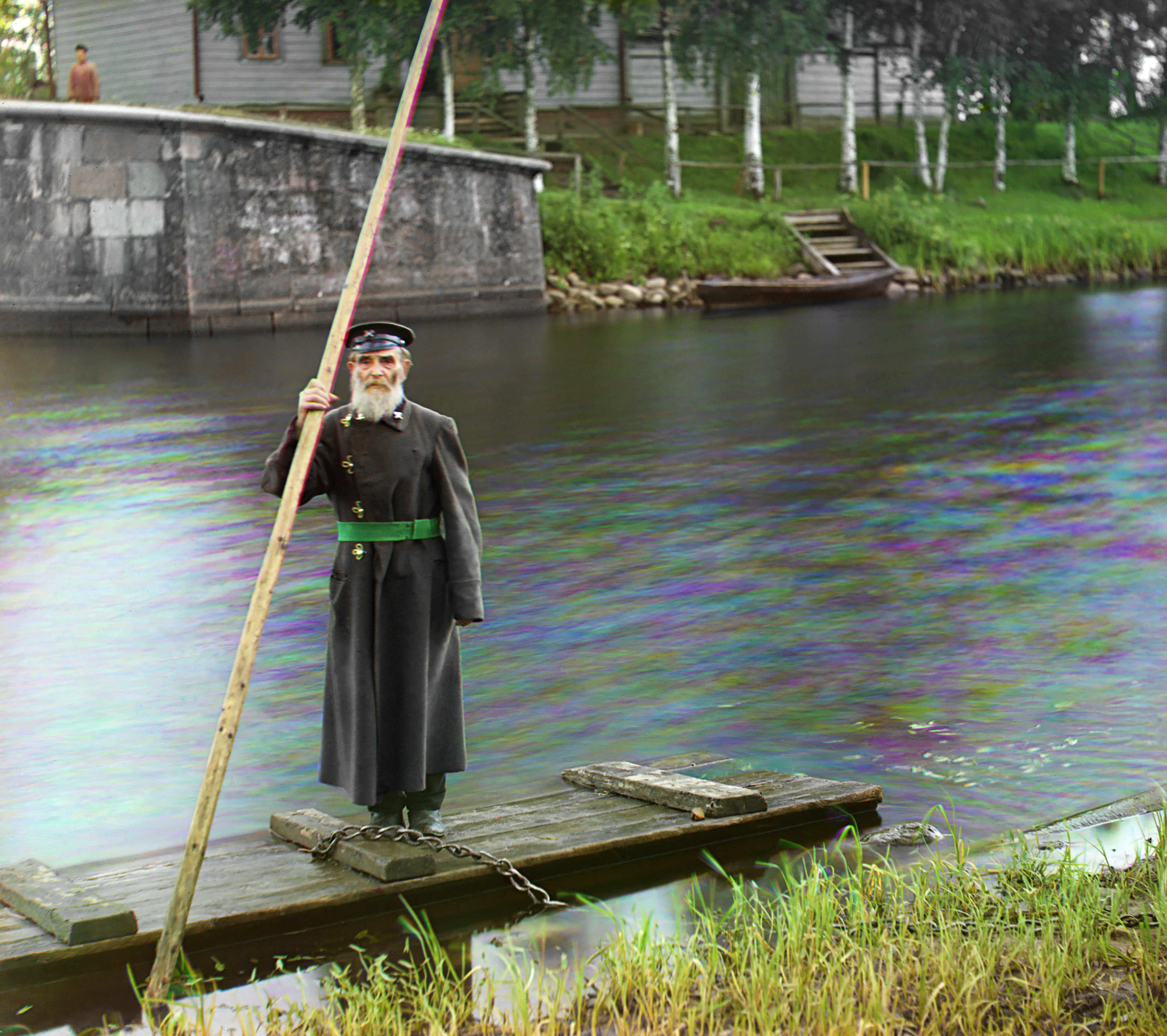
マリインスク運河の洪水水門の監視者として雇われている人物、1910年頃

アレクサンドル1世の治下で、ヴイシニー・ヴォロチョークを通る伝統的な水路は1811年のチフビン運河 (Tikhvin)と1810年のマリインスク運河によって補完され、3つの中でマリインスク運河がもっとも人気のあるものとなった。
マリインスク運河は19世紀初期の水理工学の傑出したモニュメントであり、国家経済にとって非常に重要なものとなった。ルイビンスクに始まり、シェクスナ川、ベロエ湖、コヴジャ川 (Kovzha River)、人工のノヴォマリインスキー運河 (Novomariinsky Canal)、ヴィテグラ川 (Vytegra River) を通ってオネガ湖へ至る。そこから船はスヴィリ川、ラドガ湖、ネヴァ川を通ってフィンランド湾へ至る。
1829年に北ドヴィナ運河 (Northern Dvina Canal) が完成した。これはヴォルガ川の支流の1つであるシェクスナ川からクベンスコエ湖 (Lake Kubenskoye) を通って、白海に注ぐ北ドヴィナ川へとつないでいる。これからの数十年にわたって、運河網はさらに拡張された。小さな船が3つの大きな湖（ベロエ湖・オネガ湖・ラドガ湖）の危険水域を迂回できるようにする3つの追加の運河、ベロゼルスキー運河 (Belozersky)、オネズスキー運河 (Onezhsky)、ノヴォラドズスキー運河 (Novoladozhsky) は19世紀末まで拡張された。
1930年代には、グラグの収容者によって途方も無い人的犠牲を払ってオネガ湖と白海を結ぶ悪名高い白海・バルト海運河が建設されて新たな接続が追加された。
近年、ヴォルガ・バルト水路は「銀の輪」(Silver Ring of Russia) の都市群に沿って船で周る旅行者のルートとしても重要性を増している。

## ヴォルガ・バルト運河改良

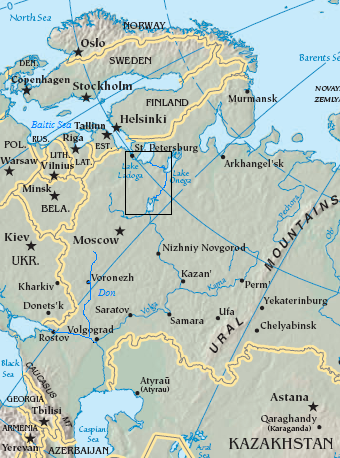
四角で示された範囲にヴォルガ・バルト水路がある。ヴォルガ川とカスピ海・黒海への接続を示す

ソビエト連邦時代、マリインスク運河は継続的に改良された。1936年と1952年の2回にわたりスヴィリ川に閘門が建設され、シェクスナ川にも3つの閘門が建設された。ヴォルガ・バルト水路の主要な改良工事は1960年から1964年にかけて行われ、新しいヴォルガ・バルト水路は1964年6月5日に開通した。39の古い木造の閘門が7の新しい閘門に置き換えられ、後に1995年に1つの並行した閘門が建設された。閘門の制限寸法は全長210 m、全幅17.6 m、深さ4.2 mで、排水量5,000 トンまでの船の通航が可能である。そうした大きな船は、バイパス水路を通らずに大きな湖を直接通航することが可能である。チェレポヴェツからサンクトペテルブルクまでの所要時間はそれまで10 - 15日掛かっていたのが2.5 - 3日に短縮された。
新しい運河の経路はある場所では古いマリインスク運河の経路をたどり、ある場所ではそれから離れた場所を通っている。運河にある8つの閘門のうち、6つは北側の斜面になっている部分35 kmにわたってあり、水位差は合計80 mである。2つの閘門（並行に設置されている）のみが南側の斜面に設置されており、水位差13 mで、チェレポヴェツからシェクスナ川の50 km上流のシェクスナ付近に位置している。運河の北側斜面のルートはヴィテグラ川の溢れた河床をたどっている。ヴィテグラ川のパホモヴォ閘門とシェクスナ貯水池の間にある運河の頂点に位置する水路は全長278 kmある。これには40 kmにおよぶ人工の掘割、コヴツァ川、ベロエ湖、シェクスナ川が含まれている。南側斜面のルートはルイビンスク貯水池の澱みになっているシェクスナ川に沿っている。

## 現在の開発
運河は石油と木材の輸出と河川観光のルートとして活発に用いられている。ロシア政府の海事委員会 (Morskaya Kollegiya) によれば、2004年にはヴォルガ・バルト水路を1760万トンの貨物が輸送され、これは水路の最大容量に近い。下流側のスヴィリ閘門はロシアの内陸水路の中で2つあるもっとも利用の多い閘門となっている。もう1つはドン川の下流にあるコチェトフ閘門 (Kochetov) である。
同時に、以前のソビエトの内陸水路当局関係者が2006年9月にGudok紙に言及したところでは、かつて先延ばしにされた保守のためにヴォルガ・バルト水路に問題が起きているとしている。7年以上にわたって（注: 1999年から2006年の間に）浚渫が全く行われず、結果として保証された水路の深さは4 mから3.5 mへ、幅は80 mから25 mへ減少し、これにより4,000 トンを超える船はもはや運河を通航することができない。運河の所要時間も3 - 3.5日から7日へ伸びている。閘門も同様に補修が必要である。